# Брандтнер Людвик Карлович
Людвик Карлович Брандтнер (нім. Ludwig Brandtner; бл. 1853 — 14 (26) травня 1879) — революційний діяч. Прусський підданий. 

## Життєпис
Навчався в 3-й Харківській гімназії, Харківському ветеринарному інституті (не закінчив). 1874 взяв участь у народницькому гуртку С.Ковалика. 
У 1875 році заарештований. На «процесі 193-х» виправданий, проте відданий під негласний поліційний нагляд. 1876 затриманий за підозрою у поширенні соціалістичної пропаганди серед залізничників. Одданий на поруки, перейшов на нелегальне становище. Приналежний до кола «Виконавчого комітету російської соціально-революційної партії». 23(11) лют. 1879 на київській квартирі по Жилянській вул. вчинив збройний опір жандармам, був тяжко поранений. 16(04) травня того ж року військово-окружний суд ухвалив щодо нього смертний вирок (імператор Олександр II замінив первісно визначений розстріл повішенням). 
Страчений разом із В.Осинським та В.Свириденком (псевд. Антонов) у Києві.